# Faculă solară

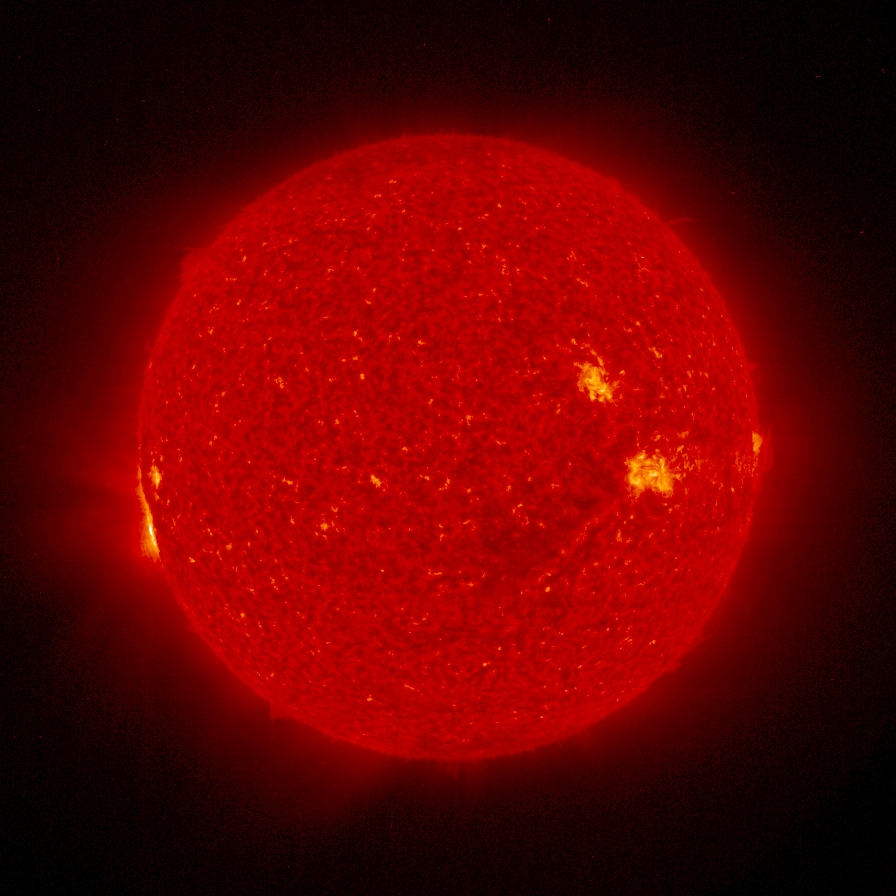
În imagine, zonele luminoase vizibile sunt facule solare.

Faculele solare reprezintă nori strălucitori și incandescenți de gaze, care înconjoară petele solare. Se formează în defileurile dintre granulele solare, celulele luminoase de scurtă durată din fotosfera Soarelui, care apar datorită activității zonei convective de sub fotosferă. Faculele sunt produse de concentrații ale liniilor de câmp magnetic. 
O faculă solară literalmente înseamnă un loc strălucitor. Termenul este folosit în nomenclatura planetară pentru a denumi anumite caracteristici ale suprafatelor planetelor și sateliți, și este, de asemenea, un tip de fenomen pe suprafața Soarelui. 
Faculele solare sunt mai vizibile la marginile discului solar și în zonele cu lungime de unde scurte. 
Petele solare și faculele  sunt formații fotosferice în continuă evoluție. Petele apar în urma unei erupții neregulate, apoi se rotunjesc, fiind înconjurate de penumbră, cu diametrul între 1.000 - 100.000 km. Adesea petele formează grupuri care se transformă în perechi de pete până dispar. Formarea petelor se atribuie unor fenomene legate de câmpurile magnetice și rotația diferențiată a Soarelui. În urma câmpurilor magnetice, temperatura petelor este mai mică decât cea a fotosferei (deoarece câmpurile magnetice intense se opun transportului energiei spre exterior). Petele dispar după cca. trei săptămâni terestre. Fenomenul cel mai important este periodicitatea numărului petelor, având perioada medie de 11 ani. Petele sunt înzestrate cu un câmp magnetic puternic. Faculele sunt mai numeroase în jurul petelor, formând cu acestea regiuni active. Aria ocupată de facule este de 2,5 ori mai mare decât aria ocupată de petele solare. Au o viată mai lungă decât cea a petelor, dar mențin aceeași perioadă de 11 ani.